# Entodon acutifolius
Entodon acutifolius là một loài rêu trong họ Entodontaceae. Loài này được R.L. Hu mô tả khoa học đầu tiên năm 1983.